# キタイチニシニ
「キタイチニシニ」はA.F.R.Oのメジャー2枚目のシングル。トイズファクトリーから2012年10月24日に発売された。

## 収録曲
1. キタイチニシニ [4:09]
  - 作詞・作曲 : A.F.R.O
2. しゃかりきファンファーレ [4:07]
  - 作詞・作曲 : A.F.R.O
3. Message [4:14]
  - 作詞・作曲 : A.F.R.O